# Paionios (Beiname)
Paionios (griechisch Παιώνιος) ist ein Beiname (Epiklesis) der griechischen Götter Dionysos und Apollon. Er geht auf die Gottheit oder Epiklesis Paian zurück und bezeichnet die Götter dementsprechend in ihrer Eigenschaft als Heilgötter und Gesundheitsspender.